# 車冑

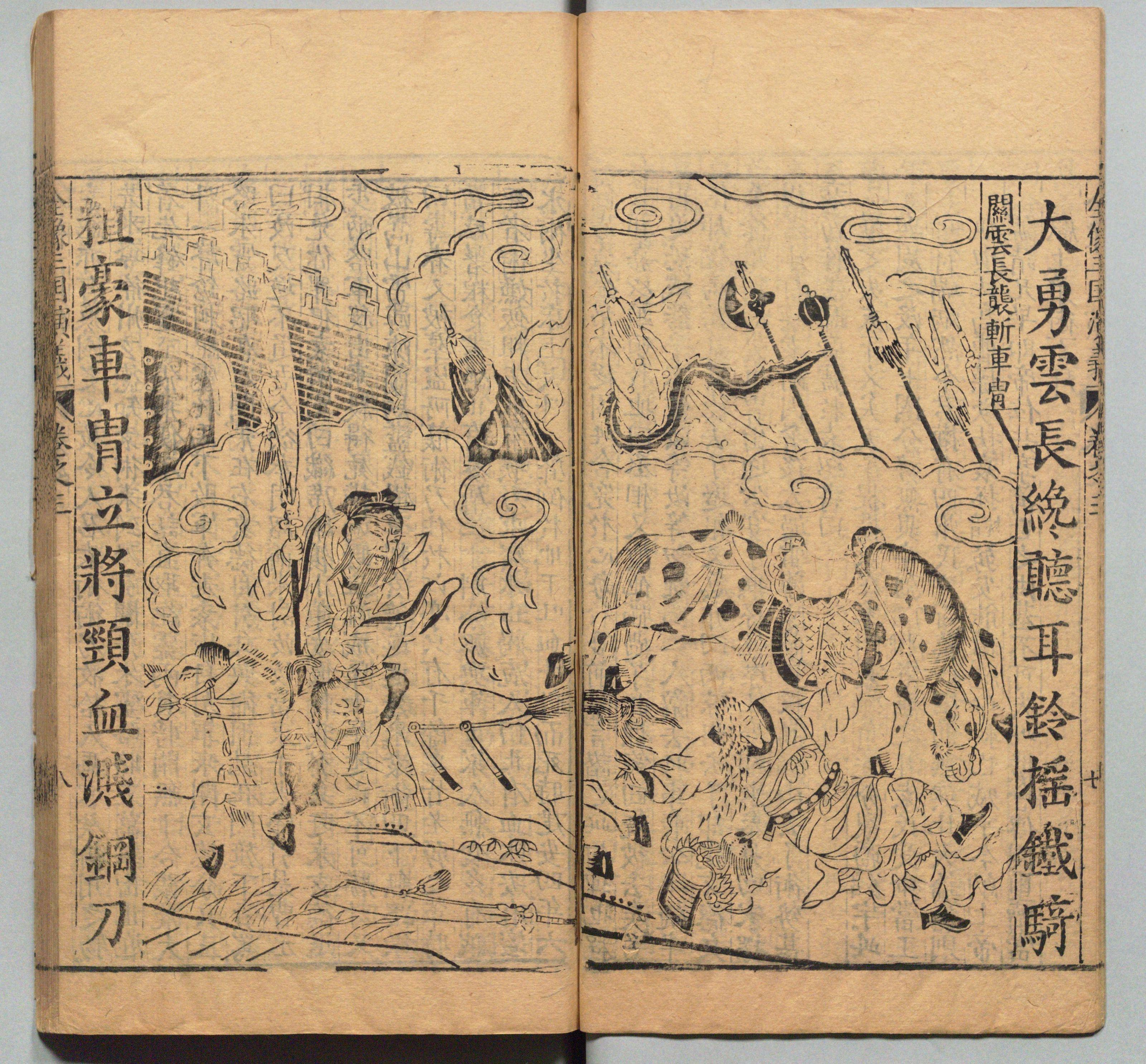
周曰校插图版《三国志通俗演义》中的关羽斩杀車冑

車冑（？—200年），東漢末年徐州刺史，當曹操擊敗呂布後，被任命為徐州刺史。建安五年（200年），袁術因南方發展失利，北上投奔袁紹，曹操命劉備在徐州攔截袁術，但是劉備卻趁機襲殺車冑，奪取徐州。

## 歷史
建安四年（199年）十二月，曹操與袁紹戰於官渡，同時淮南的袁術自兵敗曹操之後陷入困頓，袁紹長子袁譚自青州遣迎袁術。袁術欲從下邳北上青州，曹操遣劉備、朱靈要到徐州拒袁術。程昱、郭嘉聞曹操遣劉備，對曹操說劉備不可放行，曹操後悔追之不及。
建安五年（200年），劉備未到徐州，袁術病死，劉備密謀與車騎將軍董承等反叛曹操，到下邳等朱靈返回許都，遂殺徐州刺史車冑，留關羽守下邳，而劉備守小沛。東海昌霸反，郡縣數萬人叛曹操投靠劉備，劉備遣孫乾與袁紹結盟，袁紹遣騎兵助之。曹操遣劉岱、王忠攻不下劉備。
曹操懼怕劉備勢力增大，於是親自東征劉備，由此田豐要袁紹襲擊曹操後方：「與公爭天下者，只有曹操。曹操今東擊劉備，戰事連年未可解除，今舉軍而襲其後，可一戰而定。戰爭以幾動，就在此時。」袁紹以兒子有病為拒絕理由，田豐舉杖擊地：「完了！遭難得遇到時機，而以嬰兒有病為理由。」袁紹聽見後從此遂疏遠田豐。劉備戰敗，曹操盡收其眾，并擒劉備妻子與關羽以歸還，劉備投奔袁紹。

## 演义传记
曹操置车骑将军、徐州刺史。建安五年（200），奉曹操命加害刘备，与陈登商议，陳登暗送信于备，車胄为关羽所斩，全家亦为张飞杀尽。